# Comtat de Lemos

Escut dels Comtes de Lemos.

El comtat de Lemos és un títol nobiliari espanyol vinculat a la ciutat gallega de Monforte de Lemos. Al principi, el comtat de Lemos anava lligat al de Trastàmara i al de Sarria, i tenia caràcter no hereditari. El comtat de Lemos com a títol autònom, hereditari i perpetu va començar el 1456 amb Pedro Álvarez Osorio y Jacob-Figueroa.
Tradicionalment ha estat lligat a la família Castro, segons Manuel Murguía, una estirp "gairebé reial" i segons Manuel Hermida Balado, l'únic llinatge gallec que va poder haver donat lloc a una saga reial. Una de les diverses teories que indaguen en l'origen de la saga dels Castro, ens remet als Castro de Castrogeriz com a descendents del rei de Galícia, Garcia I, mort presoner al castell de Luna el 1090. No obstant això, diversos genealogistes moderns, especialment Jaime de Salazar y Acha, consideren que els Castro venen de Fernando García de Hita, fill del comte García Ordóñez i la infanta Mencía Garcés, filla legítima del rei Garcia Sanxes III de Pamplona.
Actualment el títol està en mans de la Casa d'Alba.